# Hey Yah
Hey Yah – pierwszy japoński minialbum południowokoreańskiej grupy Got7, wydany 16 listopada 2016 roku przez Epic Records. Ukazał się w trzech edycjach: jednej regularnej (CD) i dwóch limitowanych (CD+2DVD). Album osiągnął 3 pozycję w rankingu Oricon i pozostał na liście przez 3 tygodnie, sprzedał się w nakładzie 42 602 egzemplarzy.

## Lista utworów
| CD | CD                                                           | CD                                                    | CD                        | CD                          | CD      |
| Nr | Tytuł utworu                                                 | Tekst                                                 | Kompozycja                | Aranżacja                   | Długość |
| -- | ------------------------------------------------------------ | ----------------------------------------------------- | ------------------------- | --------------------------- | ------- |
| 1. | „Hey Yah”                                                    | Samuelle Soung                                        | Tomoya Kinoshita          | Tomoya Kinoshita            |         |
| 2. | „Never Stop”                                                 | Amon Hayashi                                          | Alex York                 | Alex York                   |         |
| 3. | „Let me know”                                                | Kim Yu-gyeom, Frants, Natsumi Kobayashi, Amon Hayashi | Kim Yu-gyeom, Frants      | Frants                      |         |
| 4. | „Attention”                                                  | Ragoon IM, Amillo, KOMU                               | Ragoon IM, Amillo, Garden | Ragoon IM, Garden, Teria IM |         |
| 5. | „Over & Over”                                                | Jang Woo-young, Frants, Yuhki Shirai                  | Jang Woo-young, Frants    | Frants                      |         |
| 6. | „Hanasanakereba...” (jap. 離さなければ・・・) (tylko wer. B) | Defsoul, Frants, Kenji Kabashima                      | Defsoul, Frants           | Frants                      |         |